# Аглутинативен език
Аглутинативният език е вид синтетичен език с морфология, която използва най-вече аглутинация: думите се образуват като се добавят фонетично непроменящи се морфеми афикс към корена. В аглутинативните езици всеки афикс е свързана морфема с едно значение (като „умалително“, „минало време“, „множествено число“ и т.н.), вместо морфологични модификации с вътрешни промени на корена на думата или промяна в тона или ударението. При този вид езици корените не се променят, афиксите не се сливат с други афикси.
Понятието е въведено от германския лингвист Вилхелм фон Хумболт, за да класифицира езиците от морфологична гледна точка. Произлиза от латинския глагол agglutinare, който означава „залепям заедно“.
Неаглутинативните синтетични езици са флективни езици; морфологично те съчетават афиксите като ги „притискат“ заедно, променяйки ги драстично в процеса и прибавяйки нови значения в един-единствен афикс (например в испанската дума comí („изядох“), суфиксът -í носи значението на изявително наклонение, деятелен залог, минало време, първо лице, единствено число, свършен вид).
Понятието аглутинативен често се използва погрешно като синоним на синтетичен. Използван по този начин, терминът включва всички видове синтетични езици, не само аглутинативните.
Аглутинативните и флективните езици са двете краища на континуум с най-различни езици, клонящи към единия или другия край. Например японският е аглутинативен, но има и сливане в т.нар. otōto (弟 – „по-малък брат“), от oto+hito и неговите неафиксни спрежения. Синтетичен език може да използва морфологична аглутинация в съчетание с частично флективни черти, например в падежната си система (като немския, нидерландския и персийския).
Аглутинативните езици са склонни да имат голям брой афикси/морфеми в една дума и да са правилни, тоест да нямат много неправилни глаголи. Например японският език има много малко неправилни глаголи – само два са сравнително неправилни; луганда има само един (или най-много два, зависи от дефиницията на „неправилен“); в турския и кечуа всички глаголи са правилни. Корейският има само десет неправилни форми на спрежение. Грузинският е изключение – той е много аглутинативен (с до 10 морфеми на дума), но има значително голям брой неправилни глаголи.

## Примери
Примери за аглутинативни езици включват:
- Алгонкински езици, а именно кри и блекфут
- Японски език
- Корейски език
- Монголски езици
- Тунгусо-манджурски езици
- Тюркски езици
- Арменски език
- Атабаскански езици
- Австронезийски езици
- Банту езици (виж луганда)
- Дравидски езици, най-известни от които са тамилският, каннада, телугу, малаялам и тулу
- Ескимо-алеутски езици, а именно алеутският, инуктитут, юпикските езици
- Игбоидски езици
- Картвелски езици
- Североизточнокавказки и северозападнокавказки езици
- Берберски езици
- според някои, персийският е единственият аглутинативен ирански език
- много уралски езици, а именно унгарският, финският и саамските езици
- Сиуански езици, а именно лакота и ючи
- много тибето-бирмански езици
- Кечуански езици и аймара
- Баски език

Много езици, говорени в Древния Изток, са били аглутинативни:
- Гутиански език
- Еламски език
- Хатски език
- Хуритски език
- Каситски език
- Лулуби
- Шумерски език
- Урартски език

Някои добре познати изкуствени езици са аглутинативни, като есперанто и клингонски.